# A l'Olivia
A l'Olivia (títol original en anglès, To Olivia; anteriorment titulada An Unquiet Life) és una pel·lícula dramàtica britànica del 2021 dirigida per John Hay i protagonitzada per Hugh Bonneville com a Roald Dahl i Keeley Hawes com a Patricia Neal. La pel·lícula compta amb Geoffrey Palmer en la seva última aparició al cinema. Ha estat doblada i subtitulada al català central; també s'ha doblat al valencià.
A l'Olivia es va estrenar al Regne Unit a través de Sky Cinema el 19 de febrer de 2021.

## Argument
1962, Anglaterra. L'escriptor Roald Dahl (Hugh Bonneville) i l'actriu Patricia Neal (Keeley Hawes) es traslladen a viure a una casa de camp amb els seus fills. Quan la seva filla Olivia mor per encefalitis a causa del xarampió, la família es veu colpejada pel dolor i han de superar-lo plegats; la relació del matrimoni es torna tumultuosa mentre lluiten per la seva pèrdua.

## Repartiment
- Hugh Bonneville com a Roald Dahl[11]
- Keeley Hawes com a Patricia Neal[12]
- Sam Heughan com a Paul Newman[13]
- Geoffrey Palmer com a Geoffrey Fisher[14]
- Conleth Hill com a Martin Ritt[4]

## Producció
Bonneville va ser elegit com a Dahl el maig de 2017, Hawes va ser escollit com a Neal el novembre de 2019 i Heughan com a Paul Newman el desembre de 2019.
La rodatge va començar a Surrey el 14 de novembre de 2019. Palmer va morir el novembre de 2020, però havia completat totes les seves escenes programades abans d'aquest moment.